# 팀 맥쿨런
팀 맥쿨런(Tim Maculan, 1963년 4월 20일 ~ )은 미국의 배우, 텔레비전 배우이다.
록퍼드에서 태어났다.

## 방송
- 시빌
- 프렌즈 시즌1

## 영화
- 디스 이즌트 퍼니 (2015년)
- 스파이더맨 3 (2007년) - 공연 연출자 역
- 듀플렉스 (2003년)
- 매치스틱 맨 (2003년)
- 시빌 (1995년)
- 프렌즈 (1994년)
- 다니엘 스틸 - 사랑의 맥박 (1993년)